# Falling Up
Falling Up je třinácté sólové studiové album anglického hudebníka Kevina Ayerse. Vydalo jej v únoru roku 1988 Virgin Records. Nahráno bylo během května a června předchozího roku v Madridu. Jeho producentem byl Colin Fairley a vedle jiných na něm hrál Ayersův dlouholetý spolupracovník Ollie Halsall. Vedle sedmi autorských písní, které jsou převážně dílem dvojice Ayers/Halsall, je autorem jedné skladby kytarista Mike Oldfield. Jde o píseň „Flying Start“, která v září 1987 vyšla na jeho albu Islands a i v tomto případě je jejím zpěvákem Ayers.

## Seznam skladeb
| Pořadí | Název                    | Autor                      | Délka |
| ------ | ------------------------ | -------------------------- | ----- |
| 1.     | Saturday Night (In Deya) | Kevin Ayers, Ollie Halsall | 4:02  |
| 2.     | Flying Start             | Mike Oldfield              | 3:38  |
| 3.     | The Best We Have         | Ayers, Halsall             | 3:29  |
| 4.     | Another Rolling Stone    | Ayers, Marvin Siau         | 5:17  |
| 5.     | Do You Believe?          | Ayers                      | 5:54  |
| 6.     | That's What We Did       | Ayers, Halsall             | 3:44  |
| 7.     | Night Fighters           | Ayers, Halsall             | 4:58  |
| 8.     | Am I Really Marcel?      | Ayers                      | 5:59  |

## Obsazení
- Kevin Ayers – zpěv, kytara, harmonika, perkuse
- Luis Dulzaides – konga
- Marcelo Carlos Fuentes – baskytara
- Ollie Halsall – kytara, klávesy, bicí, baskytara, doprovodné vokály
- Javier Paxariño – sopránsaxofon
- Nete – bicí
- Tony Vazquez – bicí, bonga
- Pablo Salinas – klavír
- Miguel Herrero – kytara
- El Reverendo – varhany
- Charles J. Beale – doprovodné vokály
- Chuck C' Note Brown – doprovodné vokály
- Patt Patterson – doprovodné vokály
- Andrea Bronston – doprovodné vokály
- Mary Jameson – doprovodné vokály